# Mjuk makt

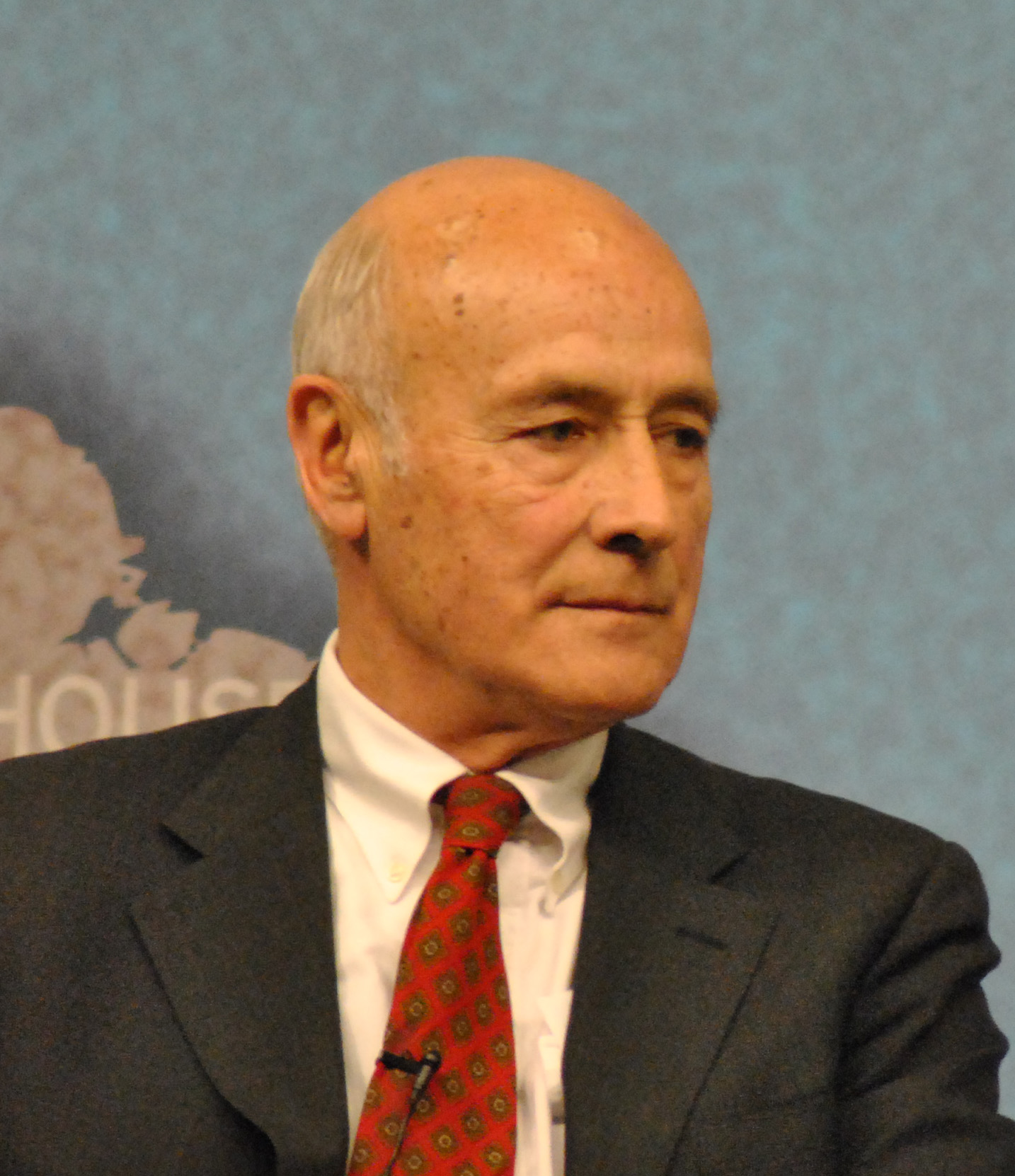
Joseph Nye myntade 1990 konceptet mjuk makt (foto från 2011).

Mjuk makt är ett begrepp som beskriver förmågan att genom attraktionskraft förändra någons beslut, snarare än genom tvång, rå styrka eller ekonomisk ersättning. Konceptet är utvecklat av Harvardprofessorn Joseph Nye. Det har på senare tid (2010-talet) fått förnyad aktualitet i förklaringsmodeller runt internationella konflikter i informationsåldern. Nye förklarade själv 2012 att "den bästa propagandan är inte propaganda" och förtydligade att "trovärdighet är [i informationsåldern] en sällsynt råvara".

## Bakgrund
Nye myntade 1990 begreppet i sin bok Bound to Lead: The Changing Nature of American Power ('Tvungen att leda: Den amerikanska maktens förändrade natur'). Han vidareutvecklade 14 år senare sitt resonemang i boken Soft Power: The Means to Success in World Politics ('Mjuk makt: Vägen till framgång inom världspolitiken'). 

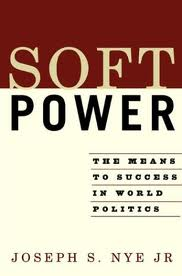
Joseph Nyes bok Soft Power (2004), där han vidareutvecklar begreppet mjuk makt.

Termen används numera flitigt av analytiker och politiker i diskussioner om världsutvecklingen. 2007 meddelade Hu Jintao (generalsekreterare i Kinas kommunistiska parti) den 17:e partikongressen att Kina behövde öka sin mjuka makt, och USA:s försvarsminister Robert Gates har talat om behovet av att öka den amerikanska mjuka makten genom "en dramatisk ökning av medlen till samhälleliga instrument för nationell säkerhet – diplomati, strategiska kommunikationer, utländsk hjälp, medborgerliga ingripanden och ekonomisk ombyggnad/utveckling. 2010 talade Annette Lu, tidigare vice-president i Taiwan, vid ett besök i Sydkorea om Taiwans användning av mjuk makt som en modell för lösning av internationella konflikter.

## Definition
Vad som definierar mjuk makt är en "attraktionskraft" bestående av en mängd olika komponenter. De kan i någon mening samordnas under begrepp som kulturell betydelse, inflytande eller föredöme. Nye har själv talat om USA som den (ofta) globala ledaren inom mjuk makt, utifrån landets dominerande ställning inom populärkultur och högre utbildning/forskning, med avgränsningen "i allt från Hollywood till Harvard" (engelska: "in everything from Hollywood to Harvard").
Den mjuka makten står i motsats till den "hårda makt" som utgörs av ekonomiska påtryckningsmedel, tvång och militära maktmedel. Mjuk makt kan inte bara utövas av stater utan av alla aktörerna på den internationella arenan, inklusive icke-statliga organisationer (engelska: NGO).

## Mätningar av mjuk makt
Enligt 2014 års Monocle Soft Power Survey (november 2014) är USA för närvarande det land med störst mjuk makt, med Tyskland på andra plats. Omvärldsmagasinet Monocle har sedan tidningens grundande 2007 gjort undersökningen, som är baserad på en indexering utifrån ett antal värden, vid fem olika tillfällen.
Monocles undersökning har sagts vara det första försöket att genom ett sammansatt index mäta den mjuka makten (hos stater). Indexet baserar sig på ett antal statistiska mått och subjektiva utslag i panelundersökningar. Måtten organiseras enligt fem olika delindex – kultur, diplomati, utbildning, affärsverksamhet/innovation och landets styre. Det sammantagna indexet ska mäta de mjuka maktresurserna hos de uppmätta länderna, och de motsvarar inte det faktiska inflytandet. Monocle hävdar i sin presentation av undersökningen att användandet av den mjuka makten leder till mer meningsfulla lösningar av (internationella) problem än militära åtgärder.

### Soft Power Survey 2014/15
Monocles undersökning från 2014 (presenterad november 2014) listar 30 olika länder, listade nedan i fallande grad av inflytande (enligt definitionen mjuk makt och i jämförelse med föregående undersökning):

1. USA ▲
2. Tyskland ▼
3. Storbritannien ▼
4. Japan ▲
5. Frankrike ▼
6. Schweiz ▲
7. Australien ▼
8. Sverige ▼
9. Danmark ▲
10. Kanada ▼
11. Spanien ▲
12. Italien ▼
13. Nederländerna ▬
14. Nya Zeeland ▲
15. Sydkorea ▼
16. Norge ▼
17. Finland ▲
18. Belgien ▲
19. Kina ▲
20. Österrike ▼
21. Irland ▲
22. Brasilien ▼
23. Singapore ▼
24. Portugal ▲
25. Polen ▲
26. Turkiet ▬
27. Mexiko ▼
28. Grekland (ny)
29. Ryssland ▲
30. Argentina (ny)

## Betydelsen av mjuk makt
Joseph Nye hävdar att mjuk makt är något mer än inflytande, eftersom inflytande också ges av hårda maktmedel som hot eller ekonomisk ersättning. Den mjuka makten är också mer än bara övertalning eller förmågan att påverka beslut genom argument, även om detta är en viktig beståndsdel. Det är också förmågan att attrahera, och attraktionskraft leder ofta till samtycke (hos exempelvis statsledare eller en befolkning).
Inom internationella relationer genereras mjuk makt endast till viss del genom vad ens regering åstadkommer genom sin politik och synliga diplomati. Mjuk makt påverkas också – positivt eller negativt – av en mängd andra icke-statliga aktörer inom och utom landet. De här aktörerna påverkar både den allmänna opinionen och ledande beslutsfattare i andra länder, och de bidrar till ett gynnsamt eller ogynnsamt klimat för statens politiska ansträngningar.
Den mjuka maktens inverkan påverkas starkt av den enskilda aktörens rykte på den internationella arenan, liksom av informationsflödet mellan olika aktörer. Mjuk makt associeras därför ofta med den ökade globaliseringen och neoliberalismen som övergripande teori för internationella relationer. Populärkultur och massmedier ses ofta som en källa till mjuk makt, liksom spridningen av ett lands språk eller en uppsättning normer. Ett land med en omfattande mjuk makt, och den goodwill som den genererar, inspirerar andra till kulturell anpassning, något som minskar behovet av dyra utgifter för hårda maktmedel.

## Exempel på organisationer vars syfte är att skapa mjuk makt
- Yunus Emre-Institutet[8] är Turkiets kulturinstitut. Det verkar sedan 2009 och är affilierat med och finansierat av Yunus Emre-stiftelsen (instiftad genom turkisk lag 2007-05-05). För närvarande har man 56 kulturcentra på olika platser i världen med fler än ett centrum i vissa länder. Insitutet bedriver och stödjer undervisning i turkiska språket samt sprider och stödjer turkisk kultur.
- Goethe-Institutet är Tysklands kulturinstitut med verksamhet i hela världen. Dess uppgift är att främja det tyska språket i utlandet samt internationellt kultursamarbete.
- Svenska institutet verkar globalt med sponsring, stöd och stipendier till verksamheter som påverkar utlänningars Sverige-bild positivt - bland annat inom språk, studieutbyte och kultur. Huvudkontor i Stockholm och filial i Paris.